# Myodes regulus
Myodes regulus es una especie de campañol perteneciente a la familia Cricetidae que se encuentra en la península de Corea y en las montañas Changbai cerca de la frontera chino-coreana.
Los adultos pesan entre 20-40 gramos y tienen una longitud de entre 75 a 127 mm. La cola alcanza entre los 33-55 milímetros de longitud.